# Hallia
Hallia é um género botânico pertencente à família Fabaceae.